# Стецкив, Остап
Остап Стецкив (укр. Остап Стецьків; 13 марта 1924, Львов — август 2002) — канадский футболист украинского происхождения, полузащитник.
Играл за львовский клуб «Украина». В 1942 году выиграл первенство Галичины.
Как член УПА, после Второй мировой войны он оказался в Италии, затем в Германии, в городе Ульм в 1946 году он организовал футбольную команду «Украина».
После выступал за команды: «Феникс» (Карлсруэ), «Олимпик» (Шарлеруа), в котором играл вместе с украинцем Александром Скоценем. Затем играл за французские клубы — «Ницца», «Валансьен», «Олимпик Лион». После играл в Канаде за «Торонто Украина» и «Рочестер Украина». В 1957 году в составе клуба «Монреаль Украина» выиграл канадский национальный кубок вызова. Играл за сборную штата.
Провёл 1 матч за сборную Канады 6 июля 1957 года против США (3:2), в этом матче Стецкив забил гол на 14 минуте в ворота Роберта Буркхардта. В этом же матче также участвовали украинцы Владимир Закалюжный и Мирон Береза.
Тренировал клуб из Торонто «Интер-Рома».
В Торонто он длительное время был председателем и членом управы «Украина». Большая заслуга Остапа в организации музея футбола, в котором насчитывается свыше 700 фотографий, которые отображают историю львовских клубов «Украина» и «Карпаты» и «Украины» (Торонто). За проведенную работу его наградили Золотым Крестом УПА.